# Jiří Vrdlovec
Jiří Vrdlovec (Praga, Checoslovaquia, 29 de junio de 1956) es un deportista checoslovaco que compitió en piragüismo en las modalidades de aguas tranquilas y maratón.
Participó en los Juegos Olímpicos de Moscú 1980, donde finalizó quinto en las pruebas de C2 500 m y C2 1000 m. Ganó seis medallas en el Campeonato Mundial de Piragüismo entre los años 1981 y 1985.
En la modalidad de maratón, obtuvo una medalla de bronce en el Campeonato Mundial de Piragüismo en Maratón de 1990.

## Palmarés internacional
| Campeonato Mundial | Campeonato Mundial       | Campeonato Mundial | Campeonato Mundial |
| Año                | Lugar                    | Medalla            | Competición        |
| ------------------ | ------------------------ | ------------------ | ------------------ |
| 1981               | Nottingham (Reino Unido) | Medalla de bronce  | C1 1000 m          |
| 1981               | Nottingham (Reino Unido) | Medalla de bronce  | C2 10 000 m        |
| 1982               | Belgrado (Yugoslavia)    | Medalla de plata   | C1 10 000 m        |
| 1983               | Tampere (Finlandia)      | Medalla de bronce  | C1 1000 m          |
| 1983               | Tampere (Finlandia)      | Medalla de oro     | C1 10 000 m        |
| 1985               | Malinas (Bélgica)        | Medalla de oro     | C1 10 000 m        |

| Campeonato Mundial | Campeonato Mundial     | Campeonato Mundial | Campeonato Mundial |
| Año                | Lugar                  | Medalla            | Competición        |
| ------------------ | ---------------------- | ------------------ | ------------------ |
| 1990               | Copenhague (Dinamarca) | Medalla de bronce  | C1                 |